# Nasarawa United
Nasarawa United is een Nigeriaanse voetbalclub uit Lafia in de provincie Nassarawa. In 2009 degradeerde de club uit de hoogste klasse.

## Erelijst
- Landskampioen

Vicekampioen: 2006

## Bekende (oud-)spelers
- Daniel Amokachi

Abia Warriors · 
ABS FC · 
Akwa United · 
El Kanemi Warriors · 
Enugu Rangers · 
Enyimba · 
Gombe United · 
Ifeanyi Uba · 
Kano Pillars · 
Katsina United · 
Lobi Stars · 
MFM · 
Nasarawa United · 
Niger Tornadoes · 
Plateau United · 
Remo Stars · 
Rivers United · 
Shooting Stars · 
Sunshine Stars · 
Warri Wolves · 
Wikki Tourists